# Loin de moi, près de toi
Loin de moi, près de toi (泣きたい私は猫をかぶる, Nakitai watashi wa neko o kaburu, litt. « Voulant pleurer, je deviens un chat ») est un film japonais d'animation réalisé par Jun'ichi Satō et Tomotaka Shibayama et écrit par Mari Okada. Il est sorti mondialement le 18 juin 2020 par l'entremise de Netflix, la pandémie de Covid-19 ayant empêché sa sortie en salles.
Il est animé par Studio Colorido et Twin Engine et est réalisé par Tōhō. Sa bande originale a été écrite par Mina Kubota, tandis que sa chanson thème et son thème de fin sont interprétés par le duo Yorushika.

## Synopsis
L'histoire suit Miyo, surnommée Muge, une jeune lycéenne amoureuse de son camarade Hinode. Elle essaie d'attirer son attention en lui montrant sans cesse son attachement, mais sans succès. Un jour, alors qu'elle marchait seule dans une allée vide d'un parc, elle a rencontré un personnage mi-homme mi-chat qui lui a donné un masque lui permettant de se transformer en chat. Sous forme de chat, elle peut s'approcher d'Hinode qui la prend en affection, sans connaître sa véritable identité. Cependant, avec chaque avantage vient un inconvénient.

## Fiche technique
Sauf indication contraire, les informations mentionnées dans cette section peuvent être confirmées par la base de données cinématographiques IMDb,  présente dans la section « Liens externes ».
- Titre original : 泣きたい私は猫をかぶる (Nakitai watashi wa neko o kaburu?)
- Titre français : Loin de moi, près de toi
- Titre international : A Whisker Away
- Réalisation : Jun'ichi Satō et Tomotaka Shibayama
- Scénario : Mari Okada
- Production : Yuji Shimizu
- Musique : Mina Kubota
- Direction de l'animation : Takamasa Masuki et Yusuke Takeda
- Conception des personnages : Yumi Ikeda
- Photographie : Shinya Matsui
- Sociétés de production :
- Distribution : Netflix
- Budget :
- Box Office :
- Pays d’origine :  Japon
- Langue originale : japonais
- Genre : Fantastique, comédie romantique
- Durée : 104 minutes
- Date de sortie : 18 juin 2020

## Distribution

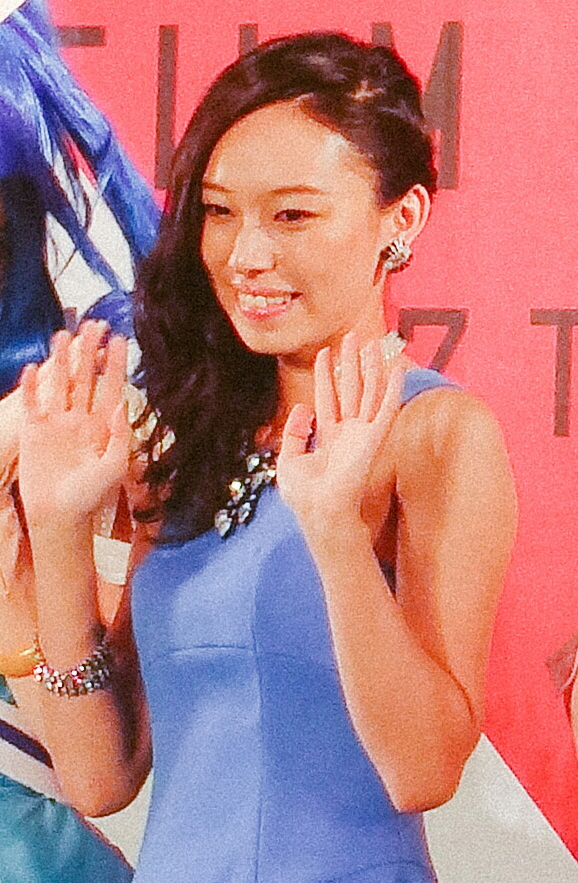
Minako Kotobuki joue Yoriko Fukase, la meilleure amie de Muge.

- Mirai Shida (VF : Alice Orsat) : Miyo Sasaki
- Natsuki Hanae (VF : Gabriel Bismuth-Bienaimé) : Kento Hinode
- Minako Kotobuki (VF : Clara Soares) : Yoriko Fukase
- Kensho Ono (en) (VF : Tom Trouffier) : Masamichi Isami
- Wataru Komada (ja) (VF : Thomas Sagols) : Shota Bannai
- Yusuke Nagano (ja) : Ayumu Niibori
- Susumu Chiba (VF : Taric Mehani) : Yoji Sasaki
- Ayako Kawasumi (VF : Philippa Roche) : Kaoru Mizutani
- Sayaka Ohara (VF : Edwige Lemoine) : Miki Saito
- Motomu Kiyokawa (en) : Kenzo Hinode
- Emi Shinohara (en) : Sachiko Hinode
- Rina Kitagawa (en) (VF : Zina Khakhoulia) : Yumi Hinode
- Daisuke Namikawa : Tomoya Sakaguchi
- Hiroaki Ogi (en) : Professeur Kusunoki
- Kōichi Yamadera (VF : Bruno Magne) : Vendeur de masques
- Eri Kitamura (VF : Marie Chevalot) : Kinako
- Fukushi Ochiai (en) : Hajime
- Shin'ichirō Miki (VF : Mathieu Buscatto) : Kakinuma
- Oolongta Yoshida (ja) : Sugita
- Rei Sakuma : Tamaki
- Rie Hikisaka (ja) : Shiori Mizoguchi

Le doublage en France est assuré par la société californienne SDI Media (en).
Sources  : RS Doublage et Anime News Network.

## Production

### Bande originale
La bande originale du film est réalisée par Mina Kubota, qui a été derrière celle du film Lettre à Momo de Hiroyuki Okiura, sorti en 2011 au festival international du film de Toronto, mais seulement sorti en salles en France en 2013. La bande originale est sortie le 1er juillet 2020.
| 1.    | Mugendai Nazo Ningen          | 1:45 |
| 2.    | Taro and Hinode               | 2:04 |
| 3.    | Delusional Wonderland         | 0:36 |
| 4.    | Boring Days                   | 1:32 |
| 5.    | Bizarre Summer Festival       | 0:42 |
| 6.    | Why Don't You Get It?         | 2:03 |
| 7.    | Miraculous Mask               | 1:28 |
| 8.    | Memory                        | 0:29 |
| 9.    | The Encounter with Nekotenshu | 2:26 |
| 10.   | The Quiet Evening             | 2:29 |
| 11.   | It's Perfect If I'm a Cat     | 0:49 |
| 12.   | Searching for the Mask Seller | 0:44 |
| 13.   | March of Determination        | 2:22 |
| 14.   | The Enticement of Nekotenshu  | 2:06 |
| 15.   | Hinode Sunrise Attack         | 1:46 |
| 16.   | Kinako?!                      | 1:38 |
| 17.   | Dazzling                      | 0:39 |
| 18.   | Tears                         | 2:40 |
| 19.   | The Trap of Nekotenshu        | 1:28 |
| 20.   | Muge and Yoriko               | 2:55 |
| 21.   | Cat Fight                     | 0:28 |
| 22.   | Off to Nekojima               | 3:23 |
| 23.   | Courage (Solo Piano Ver.)     | 1:17 |
| 24.   | Air Corridor for Nekojima     | 0:59 |
| 25.   | Impersonator's Plot           | 1:21 |
| 26.   | Strange Mask Seller           | 0:50 |
| 27.   | Finding You                   | 0:54 |
| 28.   | The Trick of Nekotenshu       | 1:51 |
| 29.   | Chase in Nekojima             | 2:38 |
| 30.   | Courage                       | 1:45 |
| 31.   | Going Home with You           | 2:46 |
| 50:52 |                               |      |

## Distinctions
- 2021 : Prix de l'excellence du 24e Japan Media Arts Festival, division anime[4].

## Adaptation en manga
Une série de mangas adaptée du film et dessinée par Kyōsuke Kuromaru est prépubliée dans le Comic Newtype de Kadokawa entre mai 2020 et février 2021. Elle est ensuite compilée en trois volumes reliés. Le premier tome de la version française, éditée par nobi nobi ! et traduite par Raphaëlle Gippon, paraît le 6 juillet 2022 et les deux tomes suivants en septembre et novembre de la même année.